# Область Альфа

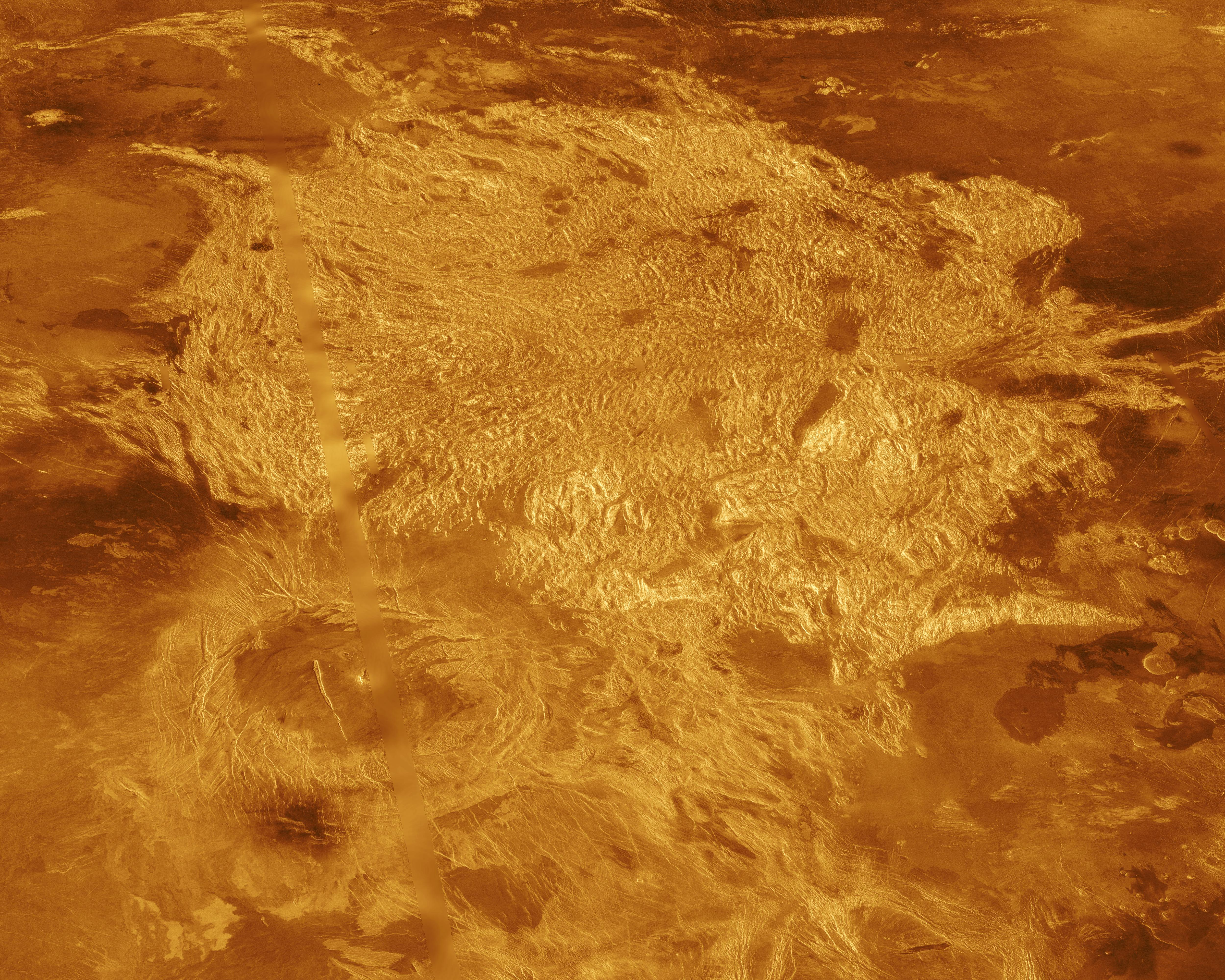
Фрагмент області Альфа на радарному знімку зонда Магеллан 1996 року.

Область Альфа (лат. Alpha Regio) — це регіон на Венері розміром близько 1500 км, з центром у 22° пд. ш. 5° сх. д. / 22° пд. ш. 5° сх. д.

## Відкриття та назва
Перші зображення області Альфа складено, зокрема, на основі даних про спектр сигналу-відлуння з довжиною хвилі 12,5 см, отриманих Роландом Карпентером 1962 року і Діком Ґолдстейном у червні 1964 року в Ґолдстоуні.
Назву, дану за першою буквою грецького алфавіту, схвалила Робоча група з планетної номенклатури Міжнародного астрономічного союзу між 1976 і 1979 роком. Гори Максвелла, область Альфа і область Бета — це три винятки з правила, за яким деталі поверхні Венери називаються іменами жінок і богинь.

## Нульовий меридіан
1970 року область Альфа обрано як точку, через яку проходить нульовий меридіан Венери (1985 року Робоча група МАС уточнила систему координат, провівши нульовий меридіан через центр кратера Аріадна, що лежить у цій області).

## Будова
Поверхня області Альфа — це так звана тесера, тобто місцевість, яка була сильно деформована і по якій деформувальні удари були спрямовані в різних напрямках і з великою щільністю. Цей термін взято від грецької назви плиток (вигадали його радянські дослідники, що вивчали знімки Венери-15 і Венери-16 і звернули увагу на подібність цієї місцевості з паркетом). Як і всі області тесери, Альфа розташована над навколишньою місцевістю, на узвишші в 1-2 км, і дуже деформована складками, що звужуються. Як і в більшості тесер, навколишні вулканічні плато утворили напливи на межі Альфи, і тому молодші від неї.
На інфрачервоній карті Венери, складеній зондом Venus Express, видно, що скелі на плато області Альфа світліші і виглядають старшими, ніж більша частина Венери. На Землі такими світлими скелями зазвичай є граніти, що формують континенти.